# Associazione italiana educatori dei sordi
Die Associazione italiana educatori dei sordi (AIES, deutsch Italienische Vereinigung der Gehörlosenpädagogen) hat ihren Ursprung in den zahlreichen Initiativen zugunsten Gehörloser, die zwischen dem Ende des 18. Jahrhunderts und der ersten Hälfte des 19. Jahrhunderts in Italien entstanden.

## Geschichte
Die Geschichte beginnt im Kirchenstaat in Rom, im Jahr 1784 mit Pater Tommaso Silvestri. In kurzer Zeit entstanden verschiedene andere Initiativen in verschiedenen Teilen Italiens mit bedeutenden Pädagogen und Gründern religiöser Gemeinden, darunter Ottavio Assarotti, Tommaso Pendola, Antonio Provolo, Gualandi, Fabriani, Annibale Maria Di Francia, Filippo Smaldone, Prinotti, Tarra, Gislandi, Pellegrini.

## Historische Konferenzen
Um 1950 wurde die Notwendigkeit einer Koordinierung zwischen den verschiedenen Initiativen deutlich. Aus diesem Grund fand 1954 in Siena die von einem Komitee geförderte 1. Konferenz statt, die 1980 in die noch heute aktive privatrechtliche Associazione italiana educatori dei sordi umgewandelt wurde. Anschließend fanden weitere 54 Konferenzen statt, die alle durch entsprechende Tagungsberichte dokumentiert wurden.
Heute ist AIES auch Teil der Federazione italiana delle associazioni e dei centri educativi per sordi (FIACES) auf nationaler Ebene und der European Federation of Associations of Teachers of the Deaf (FEAPDA) auf europäischer Ebene.

## Zweck
- Förderung der Untersuchung und eingehenden Analyse pädagogischer Probleme sowohl auf pädagogischer und didaktischer Ebene als auch auf gesetzlicher Ebene.
- Die pädagogischen und didaktischen Überlegungen und Orientierungen der Gehörlosenpädagoginnen und der Gehörlosenbildung in allen nationalen und internationalen Gremien offiziell zu vertreten, wie es in den Studien- und Fortbildungskonferenzen der Schule zum Ausdruck kommt.
- Fördern von Initiativen auf allen Ebenen, die auf die Verbesserung der Bildungs- und Ausbildungsbedingungen für Gehörlose abzielen.
- Kooperation mit anderen wissenschaftlichen Organisationen, mit möglichen Mitgliedschaften, um Studien- und Erfahrungsbeiträge zu erhalten und weiterzugeben.
- Offizielle Teilnahme an allen nationalen und internationalen Aktivitäten, die für Gehörlose von Interesse sind, insbesondere im Zusammenhang mit ihrer Aus- und Weiterbildung.
- Herausgabe von Bänden, Tagungsberichten und der Vierteljahreszeitschrift Notizie AIES, zur Information und kulturellen Weiterbildung im Bereich der Ausbildung und Unterweisung Gehörloser.
- Organisation von Aus- und Weiterbildungsmaßnahmen, Kursen für Lehrkräfte und Betreiber sowie Auffrischungskurse zu spezifischen Bildungs- und Ausbildungsthemen für die Ausbildung und Unterweisung Gehörloser.